# N-S 46
N-S 46 je samostatný pěchotní srub těžkého opevnění, který byl součástí pevnostního systému předválečné Československé republiky. Jeho pravým sousedem je srub N-S 45 Polom (vzdálený 633 m), levým N-S 47 (vzdálený 570 m).
Byl postaven v roce 1938 v režii ŽSV Náchod v rámci stavebního podúseku 7./V. Sedloňov. N-S 44 je samostatný, oboustranný, dvoukřídlý, dvoupodlažní pěchotní srub, postaven v II. stupni odolnosti. 
V době mobilizace v září 1938 byl objekt stavebně téměř dokončen, byly provedeny vnitřní i vnější omítky a vnitřní cihlové příčky kromě horní korkové vrstvy. podlahy byly hotovy jen v kasematách, za střílnou pro obranu vchodu a částečně i v dolním patře. Nebyly osazeny zvony a kopule. Nebyly dokončeny provedeny zemní úpravy okolí objektu (kamenná rovnanina a zemní zához před čelní stěnou).
Objekt se zachoval v dobrém stavu, byly vytrženy jen střílny hlavních zbraní (L1 a M). V roce 1994 letech byla zahájena jeho rekonstrukce, byl vyčištěn interiér a natřeny střílny pro zbraně N. Roku 1996 byly osazeny makety zvonů a kopule. Pěchotní srub však nikdy nebyl zpřístupněn veřejnosti jako muzeum opevnění; jeho nový majitel, který jej koupil od Armády České republiky, začal objekt využívat jako soukromou rekreační chatu.

## Výzbroj
hlavní zbraně na levé straně
- zbraň L1 (4cm kanón vz. 36 spřažený s těžkým kulometem vz. 37)
- zbraň M (dva spřažené těžké kulomety vz.37 ráže 7,92 mm)
- zbraň M v kopuli KM

hlavní zbraně na pravé straně
- zbraň L1 (4cm kanón vz. 36 spřažený s těžkým kulometem vz. 37)
- zbraň M (dva spřažené těžké kulomety vz.37 ráže 7,92 mm)

další výzbroj
- 4 zbraně N – lehké kulomety vz. 26 k ochraně střílen hlavních zbraní a prostoru před vchodem
- 1 zbraň N v pancéřovém zvonu určená k ochraně okolí objektu
- 1 zbraň D v pancéřovém zvonu určená k ochraně okolí objektu
- 2 granátové skluzy